# Benton Harbor
Pour les articles homonymes, voir Benton.
Benton Harbor est une cité du comté de Berrien dans l'état du Michigan aux États-Unis, sur la côte est du lac Michigan, face à Chicago.
La population était de 10 038 habitants en 2010.

## Démographie
| Groupe            | Benton Harbor | Michigan | États-Unis |
| ----------------- | ------------- | -------- | ---------- |
| Afro-Américains   | 89,2          | 14,2     | 12,6       |
| Blancs            | 7,0           | 79,0     | 72,4       |
| Métis             | 2,6           | 2,3      | 2,9        |
| Autres            | 0,9           | 3,9      | 11,2       |
| Amérindiens       | 0,3           | 0,6      | 0,9        |
| Total             | 100           | 100      | 100        |
|                   |               |          |            |
| Latino-Américains | 2,2           | 4,4      | 16,7       |

Selon l'American Community Survey pour la période 2010-2014, 97,88 % de la population âgée de plus de 5 ans déclare parler l'anglais à la maison, 1,36 % déclare parler l'espagnol et 0,76 % une autre langue.
| Indicateur                             | Benton Harbor | États-Unis |
| -------------------------------------- | ------------- | ---------- |
| Personnes de moins de 5 ans            | 9,7 %         | 6,1 %      |
| Personnes de moins de 18 ans           | 31,1 %        | 22,6 %     |
| Personnes de plus de 65 ans            | 9,3 %         | 15,6 %     |
| Femmes                                 | 53,0 %        | 50,8 %     |
| Personnes par foyer                    | 2,48          | 2,64       |
| Vétérans                               | 2,6 %         | 8,0 %      |
| Personnes nées étrangères à l'étranger | 0,5 %         | 13,2 %     |
| Personnes sans assurance maladie       | 15,6 %        | 10,2 %     |
| Personnes avec un handicap             | 18,3 %        | 8,6 %      |
| Revenus annuels                        | 10 980 $      | 29 829 $   |
| Personnes sous le seuil de pauvreté    | 49,2 %        | 12,3 %     |
| Diplômés du lycée                      | 71,3 %        | 87,0 %     |
| Diplômés de l'université               | 6,5 %         | 30,3 %     |

## Personnalités liées à la ville

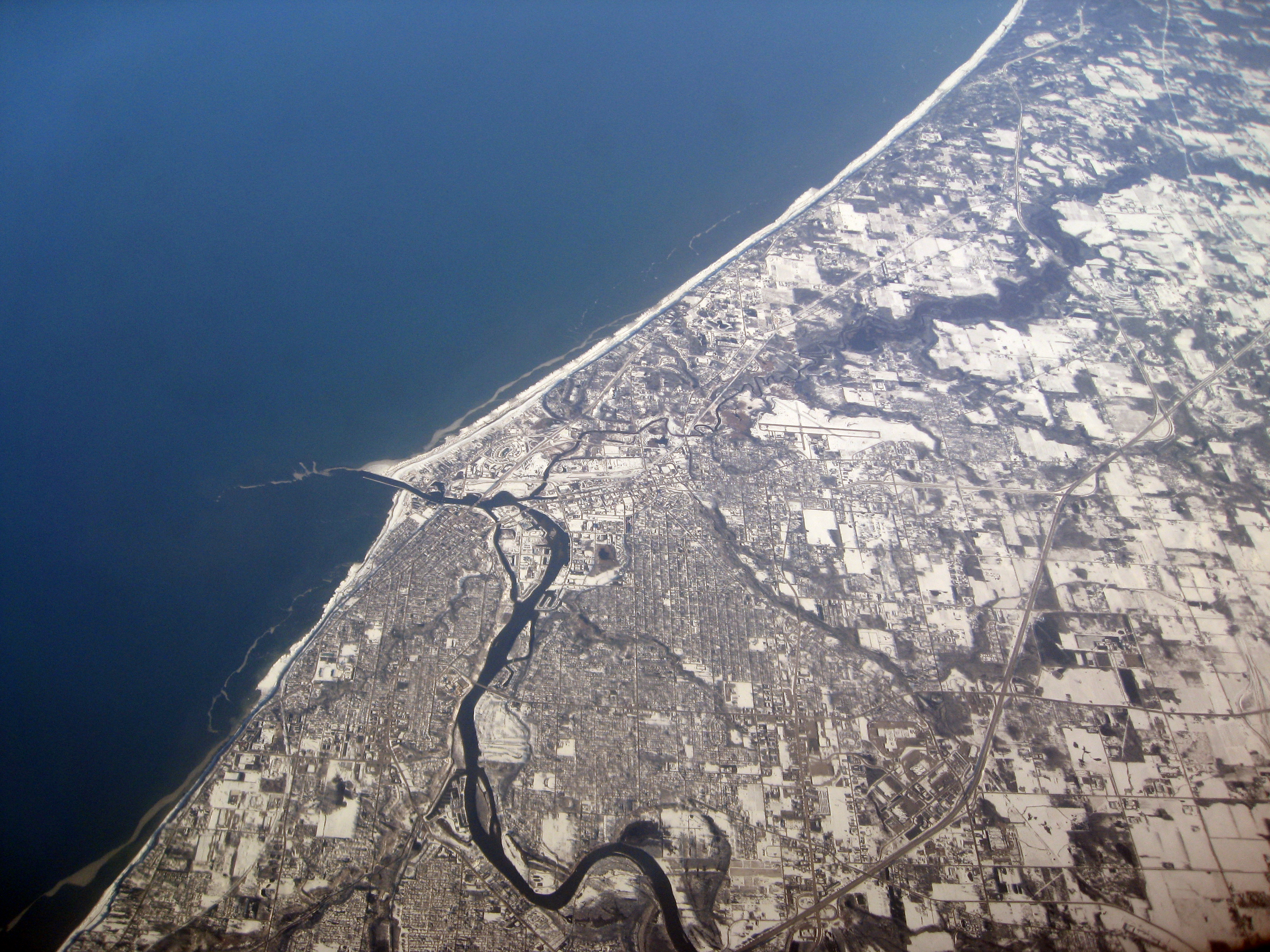
Vue aérienne de Benton Harbor en 2008

- Lionel Moltimore Joueur de Basket-Ball